# Lewisville, Arkansas
Lewisville är administrativ huvudort i Lafayette County i Arkansas. Orten har fått sitt namn efter domaren Lewis B. Fort. Vid 2010 års folkräkning hade Lewisville 1 280 invånare.